# Анзу (род)
Анзу (лат. Anzu) — род овирапторозавров, обитавший на Земле 66 миллионов лет назад (поздний меловой период). Известен один вид — Anzu wyliei. Его ископаемые остатки обнаружены в Северной и Южной Дакоте (США). Назван в честь Анзу, птицеподобного божества из месопотамской мифологии.
Анзу имел типичный для семейства ценагнатид вид: беззубый клюв; костный гребень на голове; длинные передние лапы с тонкими, относительно прямыми когтями; длинные ноги с тонкими пальцами; короткий хвост. Вероятно, что тело анзу было покрыто перьями. Длина составляла около 3—3,5 м, высота в бедре — до 1,5 м, масса — около 200—300 кг. Это делало его одним из крупнейших из известных овирапторозавров и крупнейшим из обитавших в Северной Америке (монгольский гигантораптор был значительно больше).
Анзу поместили в инфраотряд овирапторозавров как представителя семейства ценагнатид. Кладистический анализ показал, что, возможно, это сестринский таксон ценагната.